# Nina Sontag

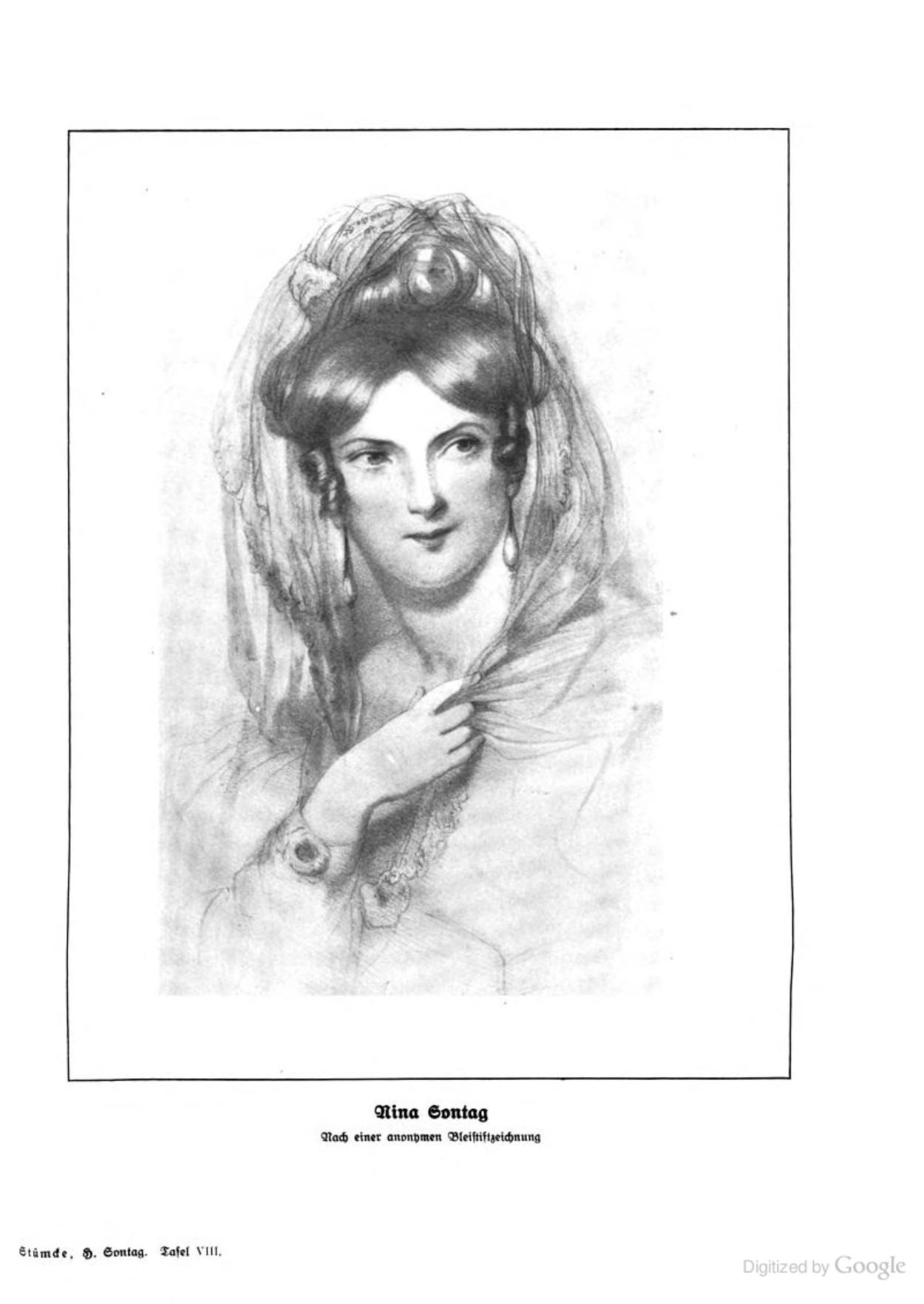
Nina Sontag (1811–1879)

Nina Sontag, eigentlich Anna Auguste Sonntag (* 26. November 1811 in Koblenz; † 22. September 1879 in Kloster St. Marienthal, Oberlausitz) war eine deutsche Opernsängerin (Sopran), Schauspielerin und Nonne.

## Leben
Nina (eigentlich Nanni) Sontag war die Tochter des Schauspielers Franz Sontag und Franziska Martloff; die Sängerin Henriette Sontag war ihre Schwester, der Schauspieler Karl Sontag ihr Bruder.
Ihren ersten schauspielerischen Unterricht bekam Nina Sontag durch ihre Mutter, die sie bei Gastspielen begleitete und so schon im Kindesalter auf Theaterbühnen auftrat. Bereits mit 14 Jahren debütierte sie erfolgreich 1825 als Opernsängerin am Königstädtischen Theater in Berlin. Ihr Engagement dort dauerte bis zum Frühjahr 1831, außerdem trat sie auch an der Königlichen Oper Berlin (heutige Staatsoper Unter den Linden) auf. Danach begab sie sich auf Gastspielreisen, welche sie an die Theater von Aachen, Kassel, Magdeburg und Prag führte. Parallel dazu begleitete sie auch ihre Schwester Henriette öfters bei deren Gastauftritten, u. a. in London.
Mit 34 Jahren gab Nina Sontag, die von Karoline Bauer als „merkwürdig ernst und verschlossen“ beschrieben wurde, 1844 ihre Karriere als Schauspielerin bzw. Sängerin auf und trat in das Kloster der Unbeschuhten Karmelitinnen in Prag ein. Weil ihre Gesundheit dem asketischen Leben im Karmel nicht gewachsen war, trat sie mit Erlaubnis der Oberen am 4. Mai 1846 in die Abtei St. Marienthal bei Görlitz über, wo sie den Ordensnamen Juliane erhielt. 1854 starb ihre Schwester Henriette auf einer Konzerttournee in Mexiko an der Cholera, ihr Mann ließ ihre sterblichen Überreste am 4. Mai 1855 in die Gruft der Kreuzkapelle des Klosters St. Marienthal, wo Nina Sontag als Nonne lebte, beisetzen.
1879 starb Sr. Juliane und wurde auf dem Klosterfriedhof von St. Marienthal beigesetzt.
Das Verhältnis zu ihrer Schwester Henriette behandelt das Theaterstück „Schwestern“ von Frank Rebitschek.

## Rollen (Auswahl)
- Ännchen – Der Freischütz (Carl Maria von Weber)
- Zerline – Don Giovanni (Wolfgang Amadeus Mozart)